# 弗赖-劳伯斯海姆
弗赖-劳伯斯海姆是德国莱茵兰-普法尔茨州的一个市镇。总面积9.88平方公里，总人口1030人，其中男性519人，女性511人（2011年12月31日），人口密度104人/平方公里。